# Othryadès
Othryadès (en grec ancien Ὀθρυάδης / Othruádês) est un guerrier spartiate qui donne la victoire à l'État lacédémonien à la bataille des Champions en -546. Il est fréquemment cité par les auteurs antiques, à l'instar de Léonidas et des Trois Cents des Thermopyles, comme exemple de l'héroïsme spartiate.

## Biographie
L'histoire d'Othryadès est rapportée principalement par Hérodote. Elle remonte à la phase d'expansion de Sparte, au VIe siècle av. J.-C. : l'État lacédémonien s'est emparé du plateau de la Thyréatide au détriment d'Argos. Au cours de pourparlers, il est décidé de régler le différend par une bataille unique opposant 300 des meilleurs guerriers de chaque camp. Les armées se retirent chacune dans leur territoire respectif pour ne pas interférer avec la « bataille des Champions », comme l'appelle ensuite la tradition. L'oracle de Delphes prédit que la bataille s'achèvera par un match nul. Effectivement, au terme d'une journée de combats, ne restent plus en vie que deux Argiens, Alcénor et Chromios, et qu'un seul Spartiate, Othryadès. Les deux premiers, s'estimant vainqueurs, rentrent chez eux prévenir leur armée. Pendant ce temps, Othryadès dépouille les cadavres des soldats argiens, dresse avec leurs armes un trophée, puis reprend son poste. Le lendemain, chacune des deux armées s'attribuent la victoire : les Argiens, parce qu'ils ont un plus grand nombre de survivants ; les Spartiates, parce que les Argiens ont fui le champ de bataille et qu'Othryadès est le dernier soldat resté à son poste. Incapables de se mettre d'accord, les deux armées engagent de nouveau le combat et Sparte l'emporte.
Hérodote indique que, honteux d'avoir survécu à ses camarades, Othryadès se suicide. La tradition la plus courante, est dramatique : resté seul sur le champ de bataille, Othryadès inscrit sur son bouclier le mot « ΝΙΚΗ » (« Victoire ») avant de mourir de ses blessures. D'après une autre version, il sera tué dans la bataille générale par Périlaos, un des fils d'Alcénor - ce Périlaos deviendra plus tard roi d'Argos.

## Postérité
Les morts à la guerre faisant collectivement l'objet d'un culte héroïque à Sparte, on peut supposer qu'Othryadès reçoit des honneurs héroïques, tout comme cela est attesté pour Léonidas. Néanmoins, aucune preuve d'un culte spartiate n'a été identifiée. En revanche, plusieurs gemmes romaines représentent Othryadès, dont certaines découvertes dans des contextes militaires, ce qui pourrait témoigner d'une forme de vénération par les soldats romains.
Othryadès est fréquemment cité par les épigrammatistes de l’Anthologie grecque, souvent en même temps que Léonidas et que les Trois Cents des Thermopyles. Lucien de Samosate fait référence à la bataille, à Othryadès et l’épisode des trois survivants dans le dialogue Charon.